# Libanotis wannienchun
Libanotis wannienchun là một loài thực vật có hoa trong họ Hoa tán. Loài này được K.T. Fu mô tả khoa học đầu tiên năm 1981.